# Columba bollii
La colomba di Bolle (Columba bollii Godman, 1872) è un uccello della famiglia Columbidae, endemico delle isole Canarie.

## Distribuzione e habitat
L'areale di questa specie è ristretto alle isole di Tenerife, La Palma, La Gomera ed El Hierro.